# Manuel Compañó i Rosset
Manuel Compañó i Rosset   (Palma, 7 de juliol de 1843 - San Lorenzo de El Escorial, 29 de juliol de 1886) va ser un enginyer forestal, botànic i professor balear.

## Biografia
Fou un dels enginyers forestals nascuts a Catalunya més destacats. Pertanyent a la promoció de 1866 de la Escuela Especial de Ingenieros de Montes, on cursà estudis, fou cap de districte forestal de Barcelona el 1873, del de Ciudad Real el 1878 i posteriorment del de Córdoba. El 1869 va acompanyar a Sebastià Vidal i Soler en algunes de les seves herboritzacions per Catalunya, per a la Flora forestal espanyola. La seva vàlua va ser explícitament reconeguda per Heinrich Moritz Willkomm en el seu important obra Grundzüge der Pflanzenverbreitung auf der Iberis-chen Halbinsel publicada el 1896. El 1880 fou ascendit a cap de segona classe. Formà part de la comissió que el 1872 estigué darrere de la constitució de la Societat Botànica Barcelonesa, impulsada des de la RACAB, Acadèmia de la qual formaven part la majoria dels seus integrants. Fou el soci número dos dels primers quaranta socis que la conformaren, juntament amb els catalans Frederic Trèmols i Borrell, Joan Ignasi Puiggarí i Iglésias, Estanislau Vayreda i Vila, Ramon de Bolòs i Saderra i Ramon Masferrer i Arquimbau (dels quals se’n conserven herbaris a l'Institut Botànic de Barcelona), Ildefonso Zubía i Francisco Loscos Bernal (reconeguts botànics de La Rioja i d'Aragó, respectivament) i altres botànics estrangers de renom com Édouard Timbal-Lagrave o Jean Odon Debeaux, tots dos francesos. El 1877 fou escollit acadèmic membre de la Reial Acadèmia de Ciències i Arts de Barcelona (RACAB). El 1882 passà a exercir com a professor i ocupà càtedra de Botànica a la mateixa Escuela Espacial de Montes d'El Escorial, càrrec que ocupà fins a la seva mort, sent reconegut pels seus excel·lents coneixements botànics. El seu principal treball fou Apuntes de Botánica. Fitografía, que tracta des del punt de vista taxonòmic, dels caràcters de les principals famílies, generes i espècies de plantes que poblaven les muntanyes espanyoles, i també les seves propietats i usos.